# Cornegliano Laudense
Cornegliano Laudense é uma comuna italiana da região da Lombardia, província de Lodi, com cerca de 2.482 habitantes. Estende-se por uma área de 5 km², tendo uma densidade populacional de 496 hab/km².
Faz fronteira com Lodi, Lodi Vecchio, San Martino in Strada, Pieve Fissiraga, Massalengo, e acha-se no meio do caminho entre Lodi e a entrada Lodi da Autoestrada A1 Milão-Napoli.

## História

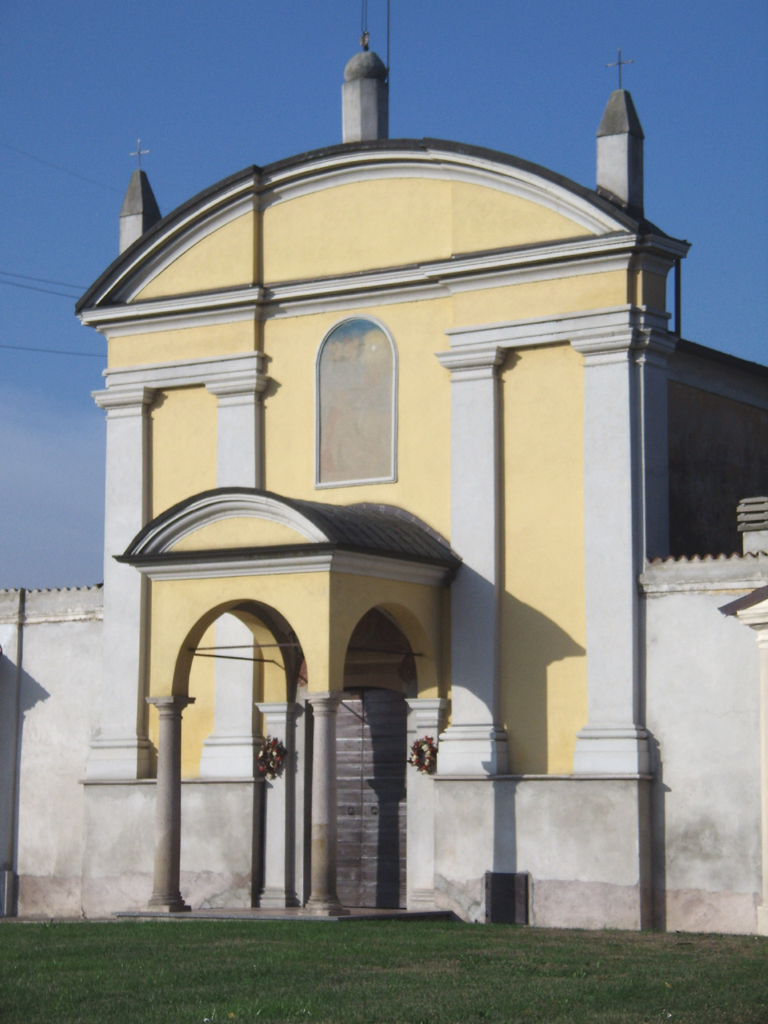
A igreja paroquial, deciada à São Calisto I mártir.

A cidadezinha é feita para trés bairros: Cornegliano Laudense; Muzza Sant'Angelo, a sé administrativa; e Codognino.
Em 1200 os monges Cistercienses construíram o Canal Muzza para a irrigação dos campos. A cidadezinha foi chefiada para a família Capitanei di Cornegliano e depois de 1633 para os condes Barni.
A igreja da cidade é de 1261 e tem lindissimos frescos.

## Demografia
| Variação demográfica do município entre 1861 e 2011                               |
|                                                                                   |
| Fonte: Istituto Nazionale di Statistica (ISTAT) - Elaboração gráfica da Wikipedia |